# Bezirk Schwerin
De Bezirk Schwerin was een van de 14 Bezirke (districten) van de Duitse Democratische Republiek (DDR). Het district Schwerin kwam tot stand bij de wet van 23 juli 1952 na de afschaffing van de deelstaten.
Na de hereniging met de Bondsrepubliek in 1990 werd het district Schwerin opgeheven en ging het grotendeels op in de deelstaat Mecklenburg-Voor-Pommeren. Een klein deel kwam bij de deelstaat Brandenburg.

## Bestuurlijke indeling
Het district bestond uit de volgende Kreise:
- Bützow
- Gadebusch
- Güstrow
- Hagenow
- Ludwigslust
- Lübz
- Parchim
- Perleberg
- Schwerin (stadsdistrict)
- Schwerin-Land
- Sternberg

## Regerings- en partijleiders

### Voorzitter van de bezirksraad
- 1952–1958: Wilhelm Bick (1903–1980)
- 1958–1960: Josef Stadler (1906–1984)
- 1960–1968: Michael Grieb (1921–2003)
- 1968–1989: Rudi Fleck (1930–2012)
- 1989–1990: Georg Diederich (regeringsgevolmachtigde, * 1949)

### Eerste secretaris van deSED-Bezirksleiding
- 1952–1974: Bernhard Quandt (1903–1999)
- 1974–1989: Heinz Ziegner (* 1928)
- 1989–1990: Hans-Jürgen Audehm (* 1940)

Bezirke: Cottbus · Dresden · Erfurt · Frankfurt · Gera · Halle · Karl-Marx-Stadt · Leipzig · Magdeburg · Neubrandenburg · Potsdam · Rostock · Schwerin · Suhl

Overig gebied: Oost-Berlijn